# Georg Gyarmathy
Georg Gyarmathy (* 5. April 1933 als György Gyarmathy in Budapest, Königreich Ungarn; heimatberechtigt in Zollikon; † 24. Oktober 2009 in Kenia) war ein schweizerisch-ungarischer Maschinenbauingenieur und Hochschullehrer der ETH Zürich (ETHZ). Im Ruhestand wurde er 1998 ungarischer Generalkonsul in München.

## Leben und Wirken
Georg Gyarmathy absolvierte 1956 an der Technischen Universität Budapest sein Diplom und 1962 das Doktorat an der ETHZ, nachdem er im Zuge des Ungarischen Volksaufstands in die Schweiz gekommen war. Von 1964 bis 1967 arbeitete er an einem Raumfahrtprojekt der United States Air Force in Dayton mit. Danach war er bei Brown, Boveri & Cie. (BBC) tätig, wo er 1978 die Forschung und Entwicklung im Gasturbinenbereich leitete und dann zum Comprexprojekt wechselte sowie zuletzt dort Vizedirektor wurde.
Im Oktober 1983 wurde Gyarmathy zum Ordinarius für thermische Strömungsmaschinen am neu geschaffenen Institut für Energietechnik der ETHZ ernannt, was fünf Jahre später auf den Bereich für Strömungsmaschinen erweitert wurde. Er übernahm die Leitung des Laboratoriums für Strömungsmaschinen und war von 1992 bis 1996 Departements- bzw. Abteilungsvorsteher für Maschinenbau und Verfahrenstechnik. Verdienste erwarb er in den Bereichen der Dampfturbinen, Radialverdichter und Sondenmesstechnik. Die Technische Universität Budapest zeichnete ihn 1991 mit einem Ehrendoktorat aus.
Gyarmathy wurde im Oktober 1998 emeritiert und zum ungarischen Generalkonsul in München berufen. Die Republik Ungarn zeichnete ihn mit dem Mittelkreuz des Verdienstordens aus. Er hatte zudem die «Subkommende Westeuropa» des Johanniterordens Ungarn geleitet.
Georg Gyarmathy starb im 77. Lebensjahr. Er war mit Catherine Amherd verheiratet und hatte mehrere Kinder.

## Schriften (Auswahl)
- Grundlagen einer Theorie der Naßdampfturbine (Dissertation). Juris, Zürich 1962.

## Belege
1. 1 2  Neu an der ETH. Professor für thermische Strömungsmaschinen. In: Neue Zürcher Zeitung. 30. Dezember 1983, S. 34.
2. 1 2  Traueranzeige der ETHZ und des Präsidenten Ralph Eichler. In: Neue Zürcher Zeitung. 31. Oktober 2009.
3. 1 2  Traueranzeige der Familie Gyarmathy. In: Neue Zürcher Zeitung. 31. Oktober 2009, S. 16.

| Personendaten    | Personendaten                                                                      |
| ---------------- | ---------------------------------------------------------------------------------- |
| NAME             | Gyarmathy, Georg                                                                   |
| ALTERNATIVNAMEN  | Gyarmathy, György (Geburtsname); Gyarmathy-Amherd, Georg (Ehename)                 |
| KURZBESCHREIBUNG | schweizerisch-ungarischer Maschinenbauingenieur, Hochschullehrer und Generalkonsul |
| GEBURTSDATUM     | 5. April 1933                                                                      |
| GEBURTSORT       | Budapest, Königreich Ungarn                                                        |
| STERBEDATUM      | 24. Oktober 2009                                                                   |
| STERBEORT        | Kenia                                                                              |